# Pouteria austin-smithii
Pouteria austin-smithii är en tvåhjärtbladig växtart som först beskrevs av Paul Carpenter Standley, och fick sitt nu gällande namn av Arthur John Cronquist. Pouteria austin-smithii ingår i släktet Pouteria och familjen Sapotaceae. IUCN kategoriserar arten globalt som sårbar.
Artens utbredningsområde är Costa Rica. Inga underarter finns listade i Catalogue of Life.